# 몬트세랫의 문장

몬트세랫의 문장

몬트세랫의 문장은 1909년에 채택되었다. 이 문장은 아일랜드의 여성 의인 에린의 신화를 바탕으로 에린을 상징하는 녹색의 여인이 등장한 방패로 구성되어 있다. 그 여인은 아일랜드의 국장에 등장하는 아일랜드의 상징 인 황금색 하프를 들고 있다.